# Socjalistyczna Partia Ameryki

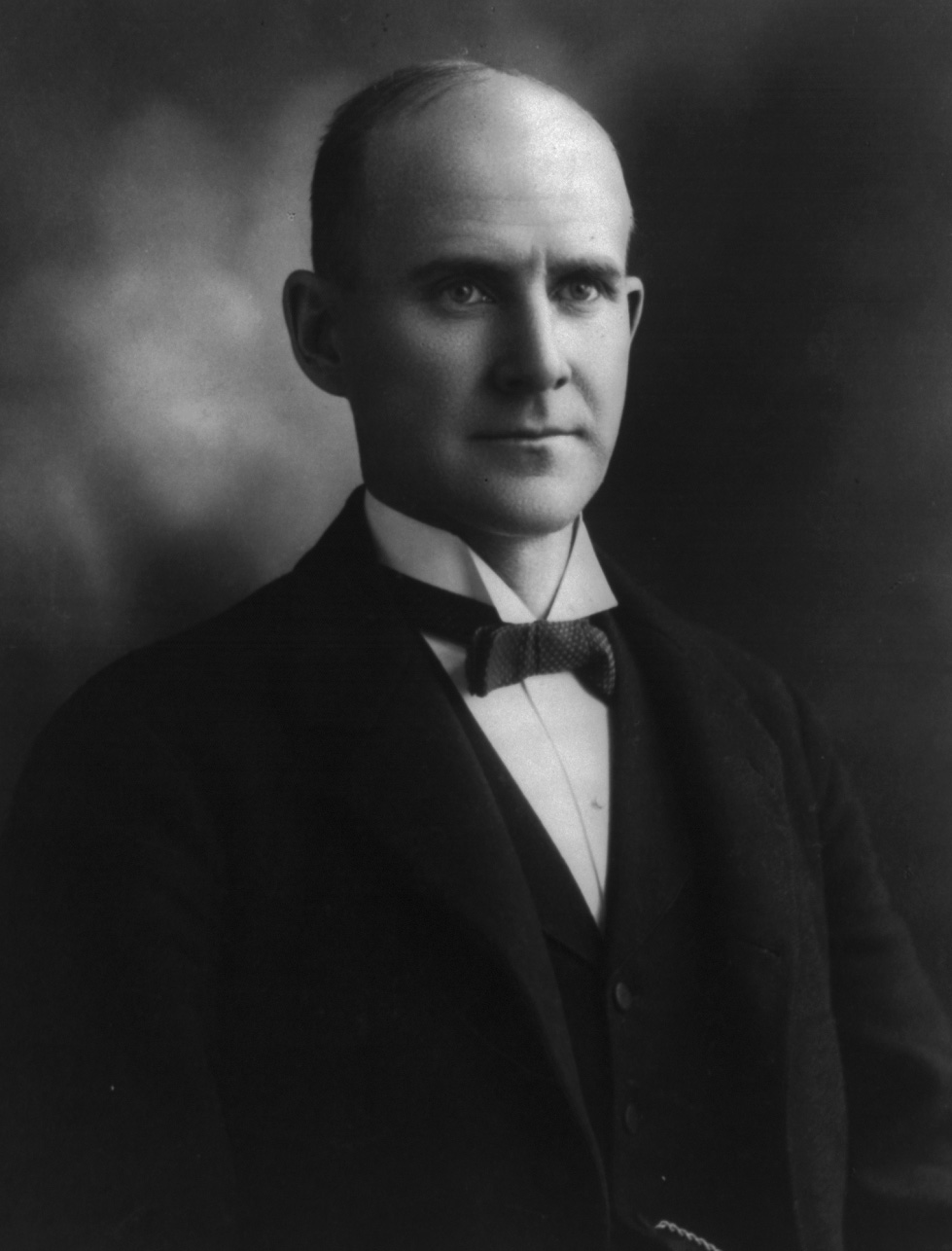
Eugene Debs, założyciel partii i pięciokrotny kandydat na prezydenta

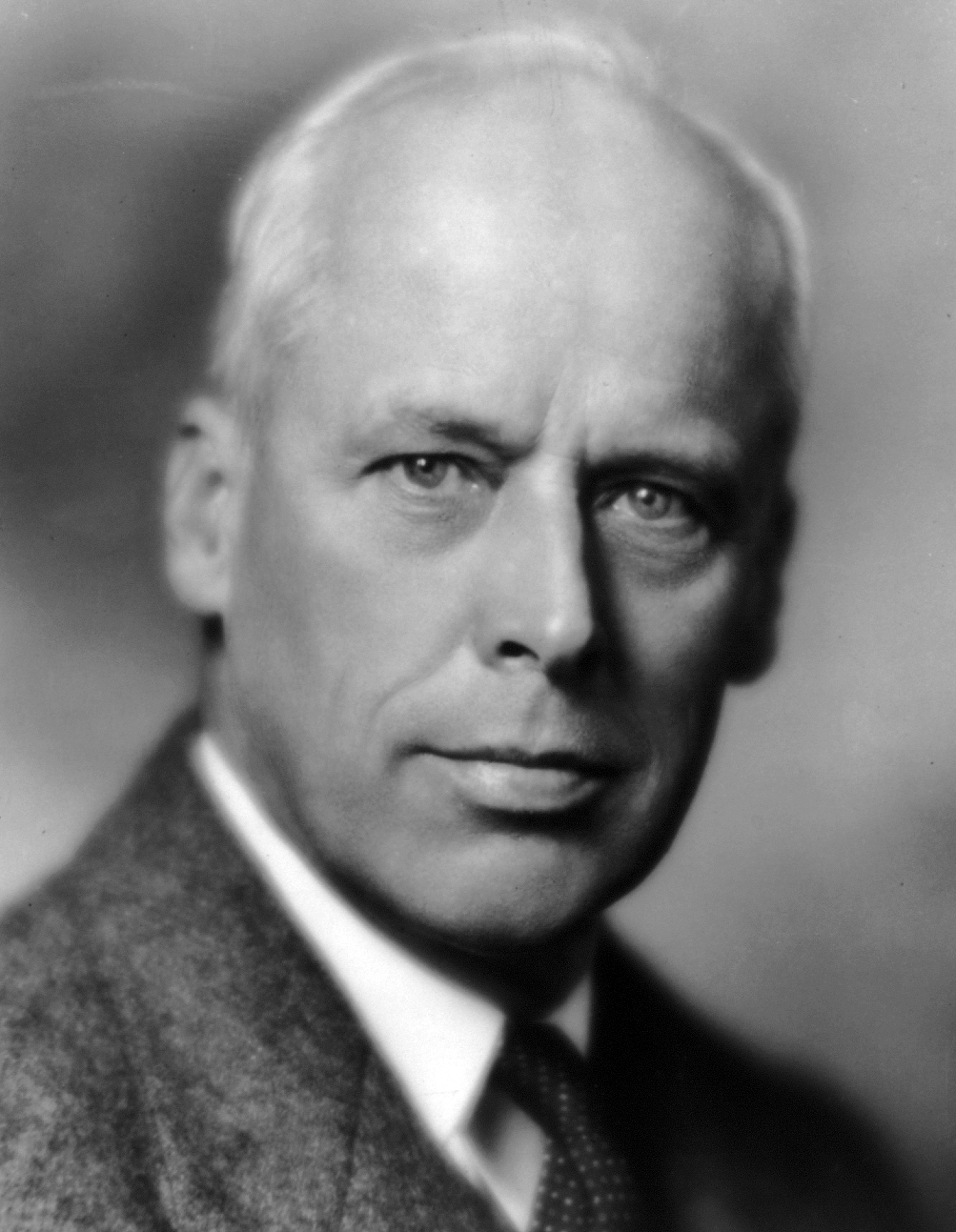
Norman Thomas, sześciokrotny kandydat na prezydenta

Socjalistyczna Partia Ameryki (ang. Socialist Party of America) – partia polityczna istniejąca i działająca w Stanach Zjednoczonych w latach 1901–1972.

## Historia
Początki ruchu robotniczego w Stanach Zjednoczonych sięgają lat 20. XIX wieku. W 1824 roku osadnik z Indiany Robert Owen zakupił ziemię, by stworzyć osiedle robotnicze. Wygłaszał wówczas przemowy, w których pojawiały się lewicowe hasła o poprawie sytuacji i płacy robotników, a także organizował pierwsze związki zawodowe. Kryzys finansowy w 1837 roku spowodował jednak upadek wszelkich ruchów socjalistycznych. Kolejne ugrupowania powstawały dopiero głównie po wojnie secesyjnej, jednakże były one niezbyt liczebne i pozostawały bez znaczących sukcesów w wyborach. Pierwszą większą organizacją była Amerykańska Federacja Pracy, powstała w 1881 roku. W 1893 roku jej działacz, Thomas J. Morgan opublikował 11-punktowy socjalistyczny program polityczny. Dwoma głównymi teoretykami socjalizmu w USA byli Laurence Gronlund i Edward Bellamy. Na ich podstawie działacz związkowy i pracownik American Railway Union, Eugene Debs, doprowadził do zawiązania koalicji ruchów robotniczych i w 1901 roku założył Socjalistyczną Partię Ameryki.

## Działalność
Głównymi postulatami socjalistów było żądanie wprowadzenia 8-godzinnego dnia pracy, zniesienie kontraktowego systemu zatrudnienia, zakaz pracy dzieci i inspekcja sanitarna w zakładach przemysłowych. Na konwencji założycielskiej ustalono także, że kandydatem w wyborach prezydenckich w 1904 roku będzie Debs. Otrzymał on około 400 tysięcy głosów powszechnych, podobnie jak 4 lata później. Przed wyborami w 1912 roku, oprócz swoich standardowych postulatów, socjaliści domagali się także pomocy dla bezrobotnych i otwarcia robót publicznych. Hasła te i sytuacja w kraju sprawiła, że Debs uzyskał niemalże 900 tysięcy głosów, a ponadto Partia Socjalistyczna odniosła sukces w wyborach lokalnych, obsadzając około 1000 stanowisk różnego szczebla swoimi działaczami. Po zwycięstwie Woodrowa Wilsona poparcie dla socjalistów zaczęło słabnąć. Częściowo było to spowodowane reformami demokratycznego gabinetu, a częściowo atakami na kierownictwo, które sprzeciwiało się dołączeniu do I wojny światowej. Rozłam nastąpił także wewnątrz ugrupowania, gdzie Upton Sinclair, John Spargo, Gustavus Myers i William E. Halling wystąpili przeciwko pacyfistycznie nastawionym liderom.
Po zakończeniu I wojny światowej nastąpił kryzys gospodarczy, który przyniósł ponowny wzrost poparcia. Usiłowali oni zawiązać sojusz z Amerykańską Federacją Pracy, jednak lider AFL, Samuel Gompers, był temu przeciwny. Mimo to w wyborach prezydenckich, Debs uzyskał 915 tysięcy głosów. Cztery lata później głosy elektoratu socjalistycznego przesunęły się w większości do Partii Postępowej i jej kandydata Roberta La Follette’a. W latach 20. Partię Socjalistyczną popierali głównie robotnicy przemysłu obuwniczego i stoczniowego, marynarze oraz pakowacze mięsa. Rozwinęło się wówczas lewe, komunistyczne skrzydło ugrupowania, do którego należeli m.in. John Dos Passos, Sherwood Anderson czy Edmund Wilson.
Na początku lat 30. przewodnictwo w partii przejął Norman Thomas, który, podobnie jak wcześniej Eugene Debs, był regularnym (sześciokrotnym) kandydatem na prezydenta. Po kryzysie finansowym z 1929 roku poparcie dla socjalistów wzrosło, dzięki czemu odnieśli sukces w wyborach lokalnych, uzyskując około 1600 mandatów na różnych szczeblach. W wyborach prezydenckich w 1932 roku Thomas nie uzyskał znaczącego poparcia, a część działaczy poparła Herberta Hoovera, którego kierownictwo socjalistów oskarżało o doprowadzenie do krachu i wielomilionowego bezrobocia. Reformy wprowadzane przez Franklina Delano Roosevelta spotkały się z aprobatą społeczeństwa, przez co elektorat socjalistów przesuwał się w stronę demokratów. Partia Socjalistyczna, tracąc coraz większą liczbę członków, w 1960 roku postanowiła poprzeć Johna F. Kennedy’ego i przyłączyć się do 
ruchu praw obywatelskich.
| Wybory prezydenckie | Kandydat          | Głosy powszechne | Głosy elektorskie |
| ------------------- | ----------------- | ---------------- | ----------------- |
| 1900                | Eugene Debs       | 86 935           | 0                 |
| 1904                | Eugene Debs       | 402 489          | 0                 |
| 1908                | Eugene Debs       | 420 380          | 0                 |
| 1912                | Eugene Debs       | 900 369          | 0                 |
| 1916                | Allan Benson      | 589 924          | 0                 |
| 1920                | Eugene Debs       | 919 490          | 0                 |
| 1928                | Norman Thomas     | 265 583          | 0                 |
| 1932                | Norman Thomas     | 884 649          | 0                 |
| 1936                | Norman Thomas     | 187 833          | 0                 |
| 1940                | Norman Thomas     | 116 827          | 0                 |
| 1944                | Norman Thomas     | 79 000           | 0                 |
| 1948                | Norman Thomas     | 138 973          | 0                 |
| 1952                | Darlington Hoopes | 20 065           | 0                 |
| 1956                | Darlington Hoopes | 2 044            | 0                 |

| Wybory do Izby Reprezentantów | Liczba mandatów |
| ----------------------------- | --------------- |
| 1910                          | 1               |
| 1914                          | 1               |
| 1916                          | 1               |
| 1920                          | 1               |
| 1922                          | 1               |
| 1924                          | 1               |
| 1926                          | 1               |